# Winiary (Gniezno)

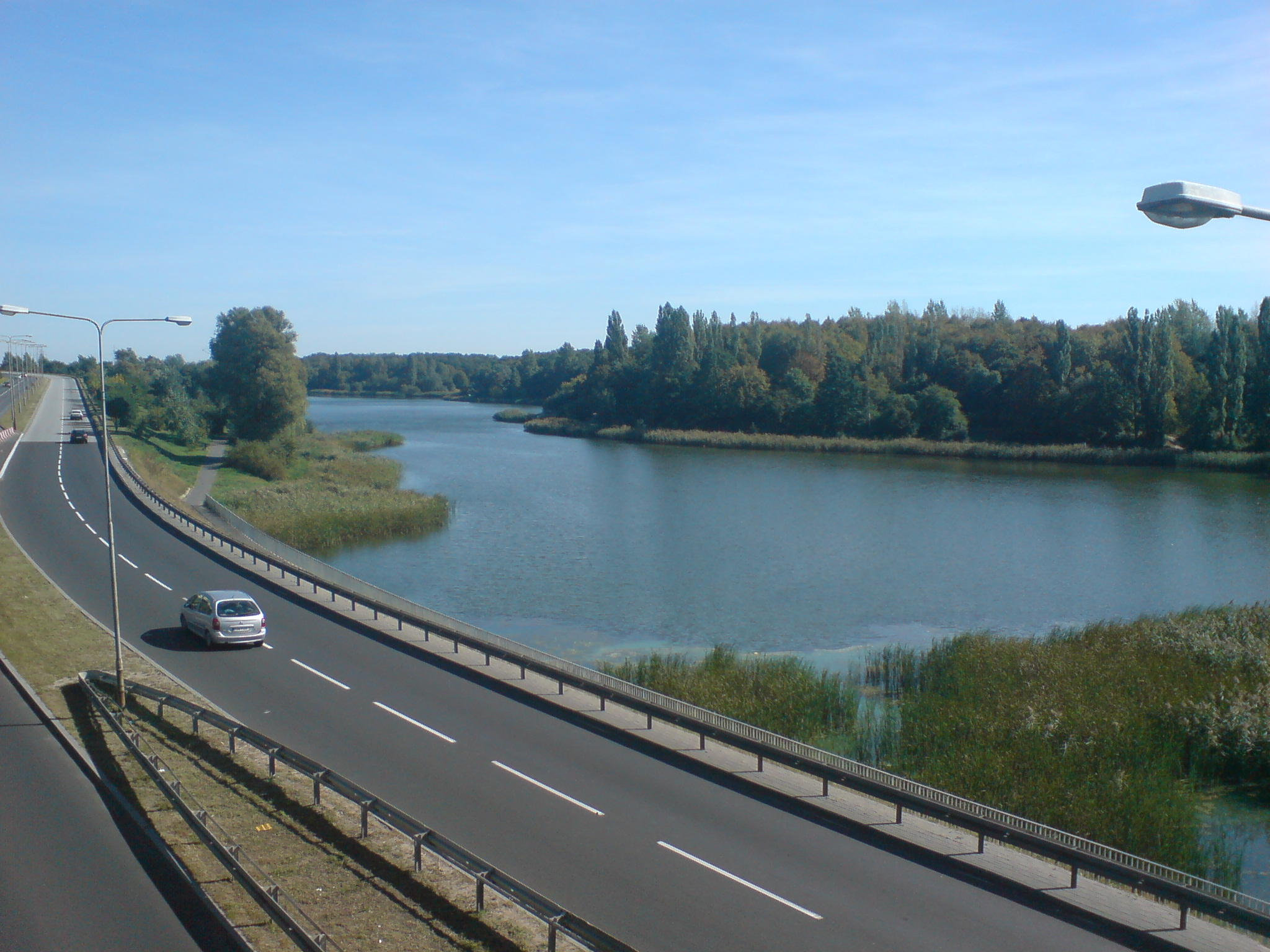
Jezioro Winiary

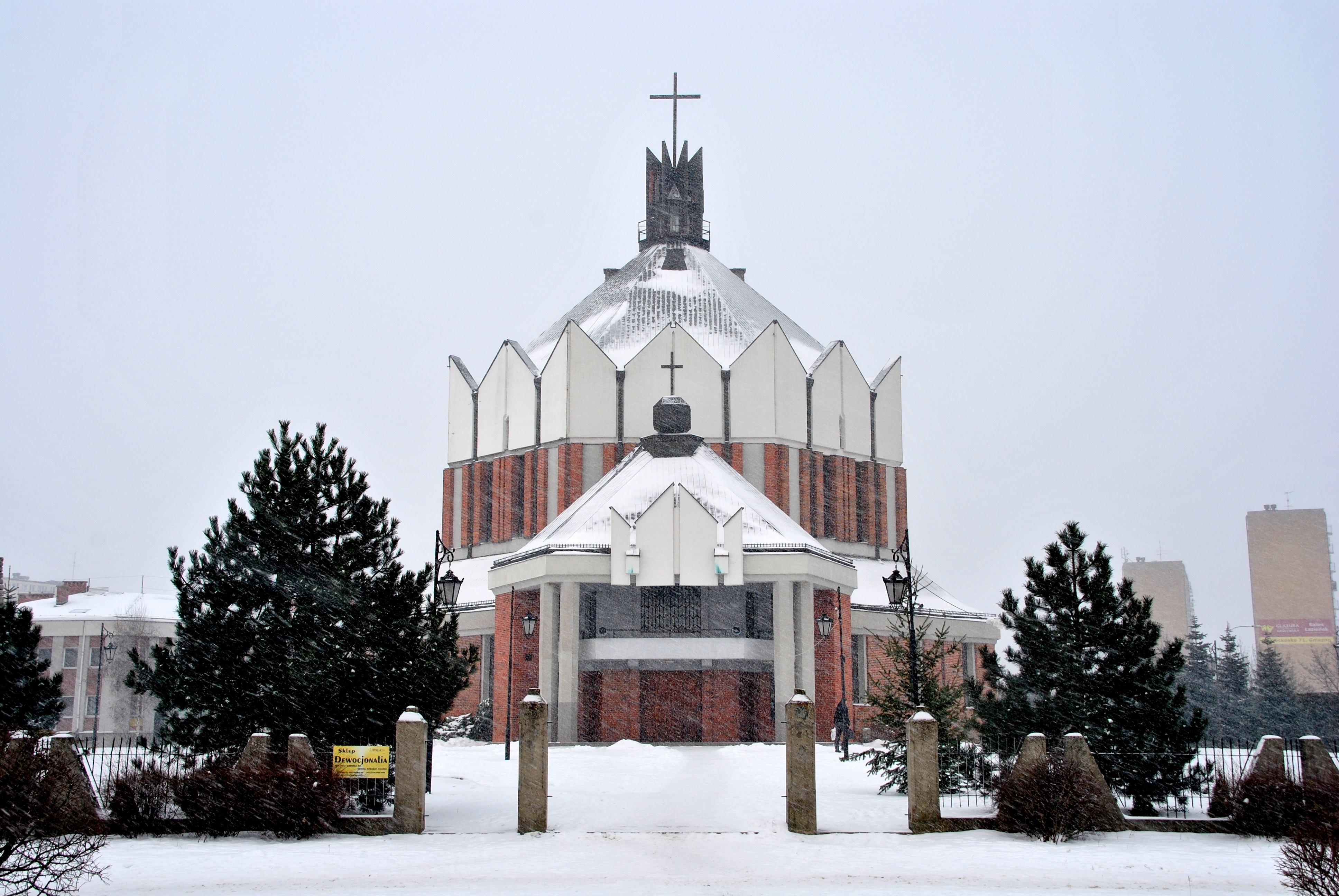
Kościół bł. Radzyma Gaudentego w Gnieźnie

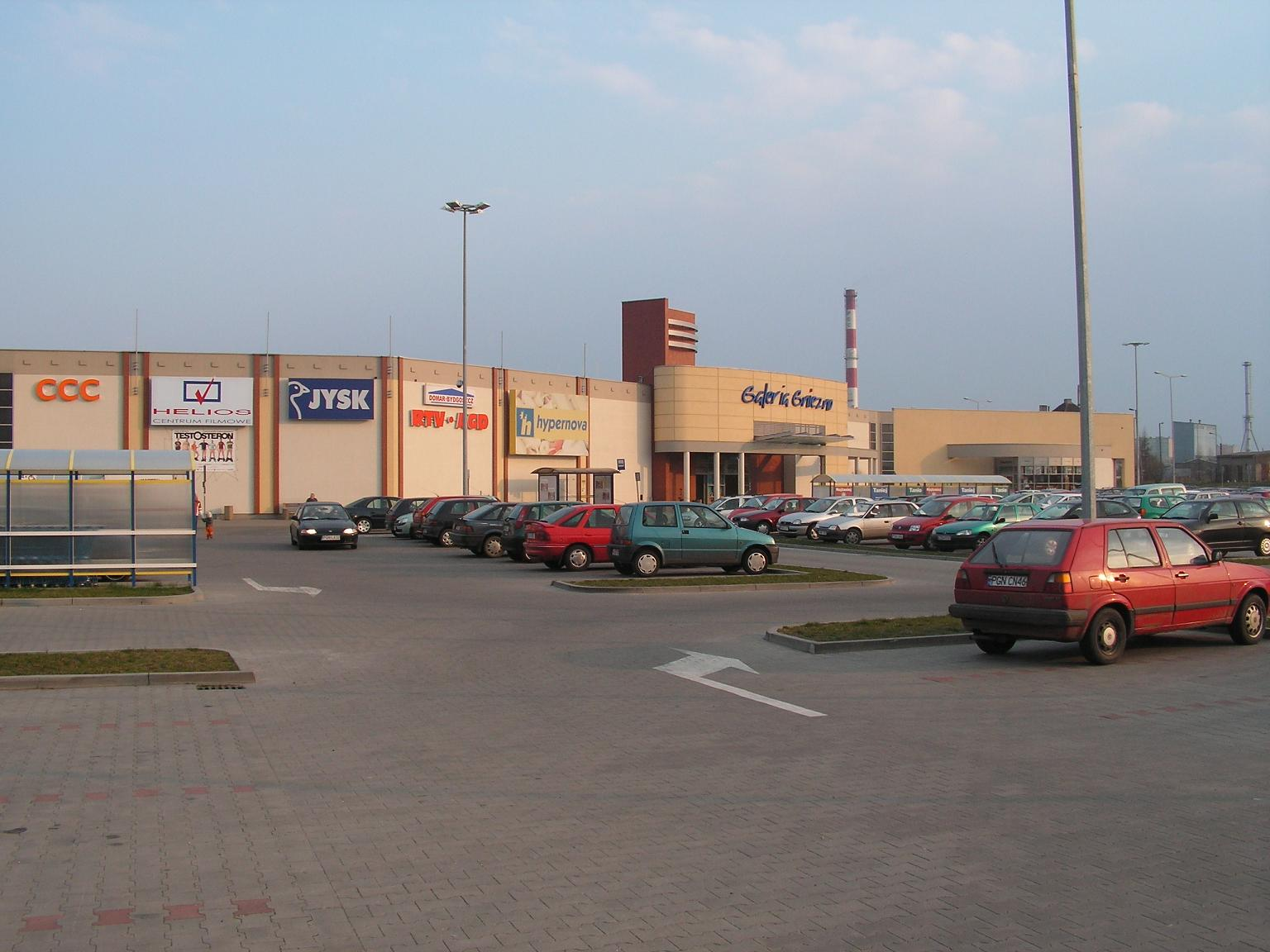
Galeria Gniezno

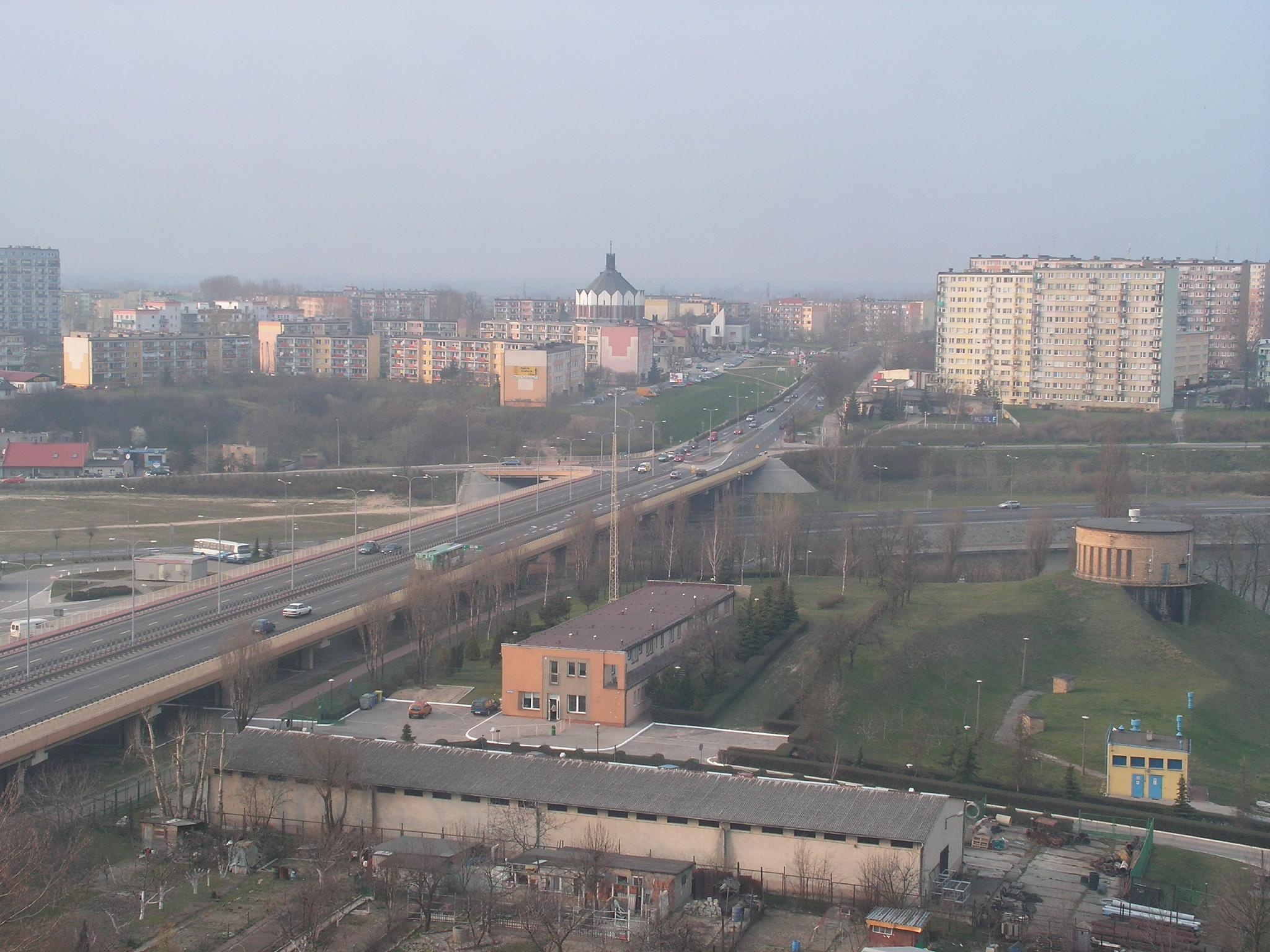
Winiary od strony Osiedla Tysiąclecie

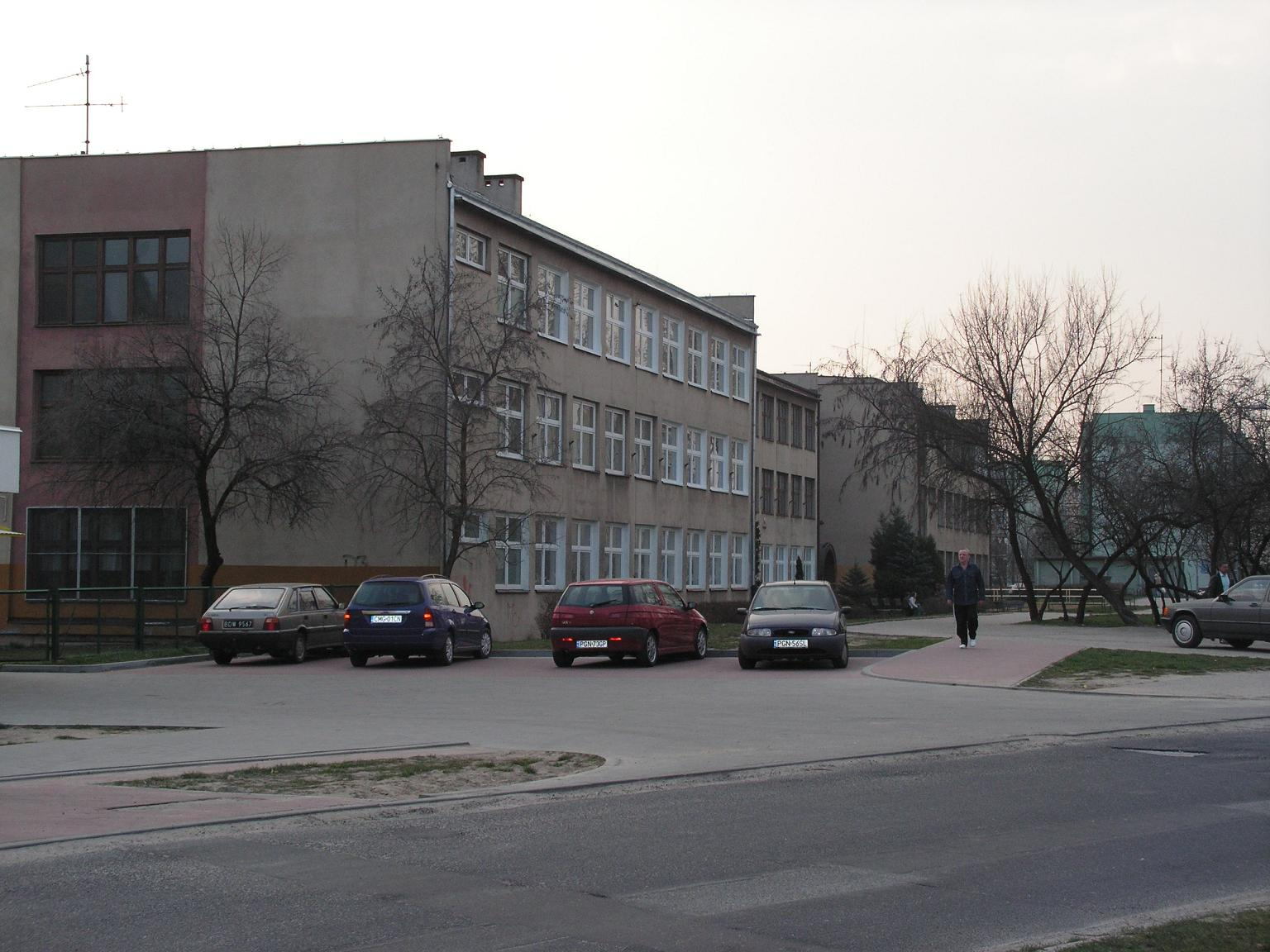
Szkoła Podstawowa nr 12

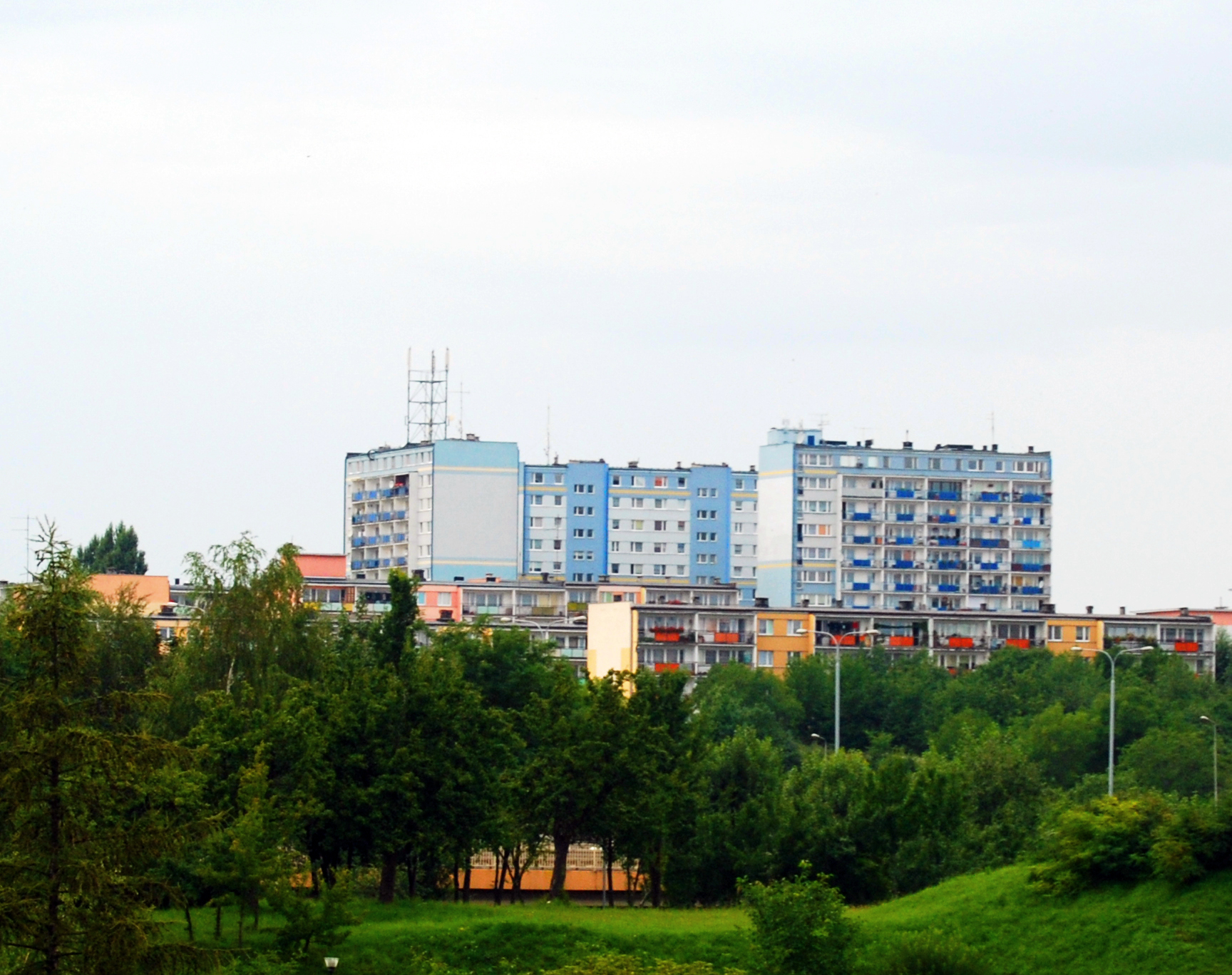
Osiedle Władysława Łokietka

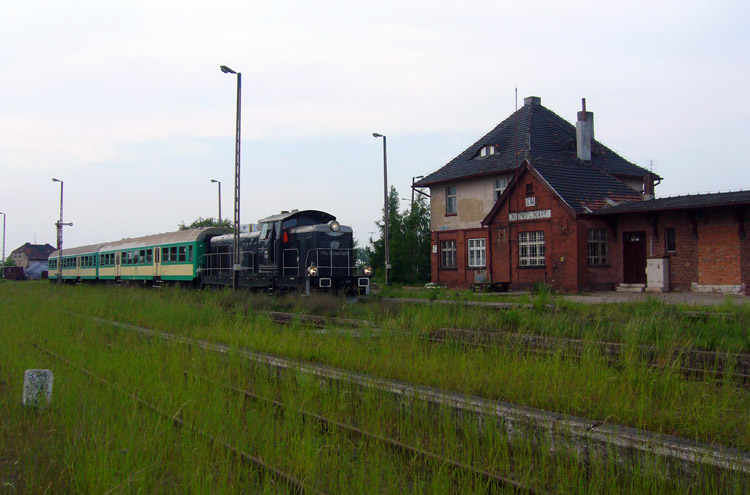
Stacja kolejowa Gniezno Winiary

Winiary – zespół osiedli w północnej części Gniezna liczący ok. 15 000 mieszkańców. Zabudowa głównie 5- i 12-kondygnacyjna (21 wieżowców). Na pięciu osiedlach znajdują się trzy przedszkola, Szkoła Podstawowa nr 12, Szkoła Podstawowa nr 10, Katolicka Szkoła Podstawowa Stowarzyszenia "Rodzice-Dzieciom" oraz do 2012 roku Zespół Szkół Ponadgimnazjalnych nr 4; sklepy, urząd pocztowy, banki, Gnieźnieńska Spółdzielnia Mieszkaniowa, Urząd Skarbowy (ul. Spichrzowa 4), Kościół bł. Radzyma Gaudentego, pierwszego arcybiskupa gnieźnieńskiego, przyrodniego brata św. Wojciecha, Galeria Gniezno (ponad 50 sklepów, hipermarkety, multipleks „Kino Helios”, dawniej Kinoland). Od zachodu dzielnica graniczy z dzielnicą Kustodia, od południa z dzielnicami: Stare Miasto, Osiedle Tysiąclecia i Osiedle Ustronie, od wschodu z dzielnicą Różą i wsią Wełnica i od północy ze wsiami: Pyszczyn, Goślinowo i Winiary.

## Historia
Winiary to dzielnica Gniezna i wieś na jej północnym obrzeżu. Pierwsi koczownicy mogli pojawić się na Winiarach w epoce kamienia, ok. 14 000 lat temu, po ustąpieniu lodowca. Byli to myśliwi wędrujący z dzisiejszych Niemiec za stadami reniferów. Trwały i znaczny wzrost zaludnienia nastąpił na przełomie IX i X wieku.
Od X do XIII wieku położone na północ od gnieźnieńskiej katedry i zespołu grodowego, były wsią służebną. Mieszkańcy zajmowali się uprawą i produkcją wina na cele kościelne. Nazwa wsi pochodzi od zajęć ludności. W XI wieku na północnym brzegu jeziora Winiary znajdowało się cmentarzysko, na skraju dzisiejszego os. Orła Białego.
W 1284 wieku stały się własnością gnieźnieńskiego klasztoru klarysek. Podczas jarmarku św. Wojciecha 27 kwietnia 1613 roku spłonęło całe Gniezno, a ludność miasta uciekała na wieś Winiary, z której obserwowano zagładę miasta.
W 1793 roku Winiary wraz z całą Wielkopolską znalazły się pod panowaniem pruskim. We wrześniu 1794 roku na Winiarach znajdował się obóz powstańców kościuszkowskich walczących przeciwko wojskom pruskim. Stąd generałowie Jan Henryk Dąbrowski i Antoni Józef Madaliński powędrowali w kierunku Bydgoszczy. W 1796 roku Fryderyk Wilhelm II zdecydował, że Winiary trafią w ręce niemieckie.
Pierwszy zachowany plan Winiar z 1837 roku poprawiony w 1844 pokazuje, że Winiary składały się z dwóch części: folwarku (Winiary Vorwerke) oraz wsi z gospodarstwami chłopskimi (Winiary Dorf): Zutherów, Dzielów, Wiśniewskich oraz trzech gospodarzy o tym samym nazwisku: Sobczak. Nad jeziorem Długim tzn. Winiary znajdował się browar, a na wzniesieniu powyżej jeziora Świętokrzyskiego - wiatrak.
W 1898 roku powierzchnia całkowita Winiar wynosiła 425,7 ha. Większość ziem należała do Niemców. W 1894 zmianę w krajobrazie Winiar spowodowało wybudowanie linii kolejowej z Gniezna do Nakła oraz stacji kolejowej Gniezno Winiary. W 1914 powstało odgałęzienie linii kolejowej do Skoków. Dzieci uczęszczały do Szkoły Podstawowej nr 6.
W 1907 roku zniemczono nazwę wsi na Weinberg. Po odzyskaniu niepodległości w 1919 roku, część ludności niemieckiej opuściła wieś. Pojawili się nowi mieszkańcy, którzy przybyli z USA: Jan Osika, Andrzej Wójcik. Trzy największe majątki na Winiarach należały do Georga Furnrohra, Franza Hahna i Jana Osiki. Rozpoczęto elektryfikację wsi.
27 lutego 1934 uchwałą Rady Miejskiej, zatwierdzoną 9 czerwca 1934 przez Radę Ministrów,Winiary, zostały stopniowo włączane do Gniezna. Przyłączono je z myślą o budownictwie mieszkaniowym dla ok. 25 tys. mieszkańców.
Okupacja niemiecka w 1939 zaczęła się od przywrócenia nazwy Weinberg, którą po 1 października 1941 zmieniona na Winnendorf. Po zakończeniu II Wojny Światowej wysiedlono z Winiar Niemców.
Administracyjnie Winiary należały od 1955 do gromady Goślinowo, a od 1961 Skiereszewo. Jeszcze przed wojną rozpoczęło się stopniowe włączanie Winiar do Gniezna. W 1934 przejęto niewielki obszar położony nad Jeziorem Świętokrzyskim. W 1954 przyłączono do Gniezna ziemie leżące pomiędzy drogą do Pyszczyna a drogą do Bydgoszczy, od jeziora Świętokrzyskiego do obecnego przedszkola na osiedlu Władysława Łokietka oraz ziemie leżące na północ od jeziora Winiary do ulicy Orcholskiej. W 1963 roku większość dotychczasowej wsi włączono do Gniezna. Był to obszar rozciągający się od torów kolejowych na wschodzie, a na zachodzie do Strugi Gnieźnieńskiej. Zbudowano na nim osiedla mieszkaniowe Władysława Łokietka, Kazimierza Wielkiego i część osiedla Piastowskiego. Obszar na którym powstały osiedla Orła Białego i Jagiellońskie należał wcześniej do rodziny Andrzeja Wójcika. Winiary przyłączono do Gniezna z myślą o potrzebach budownictwa mieszkaniowego. Zdecydowano, że powstanie tu duże osiedle mieszkaniowe przewidziane dla 25 tysięcy mieszkańców. Pierwszym oddanym do użytku blokiem był blok nr 1 na osiedlu Piastowskim, który oddano we wrześniu 1975 roku. W następnych latach powstawały kolejno następujące osiedla: Orła Białego, Jagiellońskie, Władysława Łokietka, Kazimierza Wielkiego. Na powstających osiedlach utworzono dwie szkoły podstawowe nr 10 w 1981 roku i nr 12 w 1985 roku, Zespół Szkół Ponadgimnazjalnych nr 4 w 1970 roku oraz trzy przedszkola.
Centralnym punktem współczesnych Winiar, widocznym z najodleglejszych punktów miasta, jest kościół rzymskokatolicki pw. bł. Radzyma Gaudentego z wielkim krzyżem i latarenką świecącą w nocy na koronie nawiązującej do Królewskiego Miasta Gniezna. W tym to właśnie Kościele w roku 2000 odbywała się część Głównych Uroczystości Odpustowych św. Wojciecha, a 8 października 2006 odbywały się ogólnopolskie uroczystości millenium śmierci św. Radzyma Gaudentego.

## Ludność
- 1858 - 166 osób
- 1861 - 202 osoby
- 1898 - 286 osób: 250 Polaków, 36 Niemców
- 1947 - 243 osoby w 29 budynkach mieszkalnych
- 1958 - 141 osób
- 1981 - ok. 8,5 tysiąca osób
- 1983 - ok. 11 860 osób
- 1986 - ok. 16 380 osób
- 1989 - ok. 16 400 osób
- 1994 - ok. 16 245 osób
- 1997 - ok. 15 913 osób
- 2000 - ok. 15 523 osoby
- 2005 - ok. 15 tysięcy osób
- 2006 - ok. 14 750 osób
- 2009 - ok. 14 100 osób

Mieszkańcy Winiar - katolicy należeli do parafii św. Michała w Gnieźnie, a protestanci - Niemcy do parafii ewangelickiej w Gnieźnie. Ludność znajdowała pracę w Gnieźnie lub w istniejących na Winiarach zakładach takich jak: Państwowe Gospodarstwa Rolne, Państwowe Zakłady Zbożowe, Centrala Obrotu Zwierzętami Rzeźnymi, Poznański Zakład Energetyczny, Tartak, PKP, Przedsiębiorstwo Tuczu Przemysłowego Zwierząt rzeźnych, Państwowy Ośrodek Maszynowy, Elewator Zbożowy - istniejący do dzisiaj, Wielkopolskie Zakłady Obuwia Polania w których obecnie znajduje się Urząd Skarbowy Gniezno; kombinat wypieku chleba, wytwórnia płyt betonowych - istniejący do dziś oraz Polmozbyt.

## Osiedla
- Orła Białego
- Jagiellońskie
- Piastowskie
- Władysława Łokietka
- Kazimierza Wielkiego

## Część przemysłowa
- Międzynarodowy przemysł kopert "Tompla - Koperty"

- Elewator

- Ciepłownia C-13 o mocy zainstalowanej 81,4 MW "PEC"

- Fabryka opakowań szklanych "Euroverlux"

- PSS "Społem"

- Zakłady drzewne

## Komunikacja
- Linie autobusowe MPK Gniezno
- Linie autobusowe PKS
- Stacja kolejowa Gniezno Winiary (nieczynna dla ruchu osobowego)

W rejonie Winiar znajduje się "Węzeł Róża" - skrzyżowanie dróg krajowych nr 5 (E-261) i 15.